# 成田美和
成田美和（なりたみわ）は、アメリカ合衆国ハワイ州在住のコスメトロジスト、フェイシャルアナリスト、予防医学指導士、心療カウンセラーである。ハワイ州にて、エステティックサロンを経営（ORGANIQUE BEAUTY HOUSE（アラモアナ地区）、BOTANIQUE SANCTUARY（カハラ地区））。ORGANIQUE.CO.,LTD代表取締役。
顔の筋肉や肌を診ることによって生活習慣や体調などを把握する、独自の手法「フェイシャルアナリシス」を考案し、フェイシャルアナリストとして、アメリカ、日本等でのサロンワークのほか、スクールインストラクター、各地でのセミナー、スパコンサルタント、サプリメンテーションアドバイザー、化粧品開発、医療機器開発などを手がける。
18歳で進学の為にアメリカワシントン州に渡米後、数々の資格を取得し、26歳でハワイ州にて起業。現在では、ニューヨークやラスベガスで行われるビューティーコンベンションなどでのセミナー講師をしたり、多くのハリウッドスターや歌手の専属フェイシャリスト、診療カウンセラーを務めている。　

## 資格
米国コスメトロジスト、米国エステティシャン、心理学カウンセラー、行動心理士、米国管理栄養士、予防医学指導士、レーザーインストラクター、パラメディカルアートメイクライセンス、米国予防医学協会会員、マインドフルネスインストラクター

## 著書
- 『フェイシャル・セラピー――からだの中までキレイになれる』 ぴあ、2003年
- 『成田美和の「アロハ・ビューティの法則」――ハワイ発キレイを呼ぶセルフ・ケアのすすめ』 ダイヤモンド・ビッグ社、2008年
- 『「幸せ顔の法則」――「フェイシャルアナリシス」でキレイをかなえる!』 講談社、2009年

## TV出演
世界バリバリバリュー, BEAUTV VIOCE, ソロモン流, Secret of beauty 他多数

## 雑誌・書籍
- 25AN, VoCE, GLAMOROUS, VERY, 美STORY, MORE, 美人百花, VOGUE, Grazia, 女性セブン, 女性自身, MISS, CREA, Hanako, JJ, anan, MAQUIA, 他多数
- 世界バリバリ・バリュー編『「世界バリバリ☆バリュー」発、女性セレブ社長20人のドラマチック・ストーリー! 成功★美学』 主婦と生活社、2006年